# More London

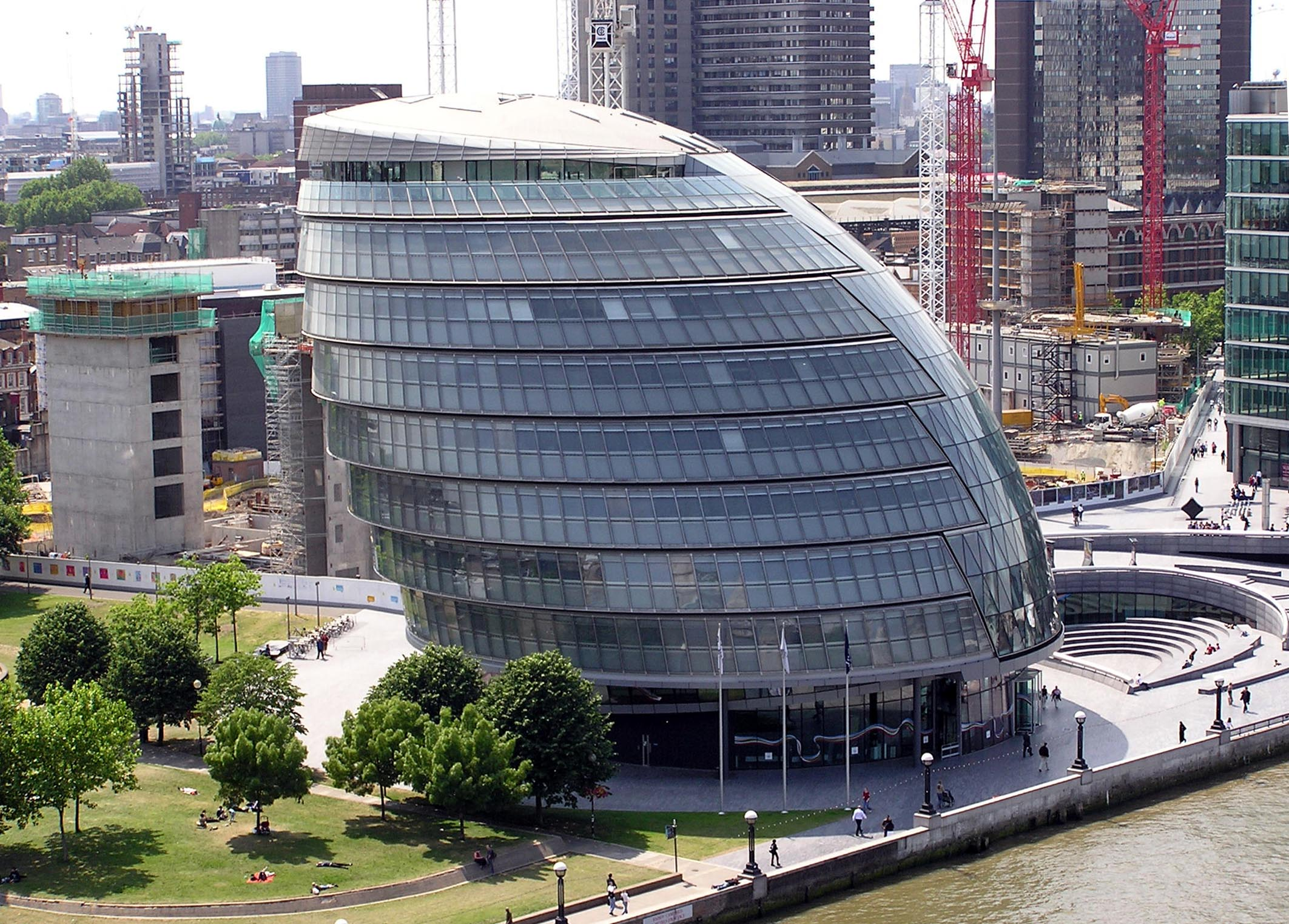

More London è un nuovo complesso urbano sulla riva sud del Tamigi, a sudovest della Tower Bridge, a Londra. L'uscita meridionale è da Tooley Street.
Comprende la City Hall, un anfiteatro chiamato The Scoop, uffici, negozi, ristoranti, Hilton London Tower Bridge hotel e un'area pedonale con sculture all'aperto e giochi d'acqua, incluso fontane con luci colorate.